# Значуще прізвище
Значу́ще прізвище, також промовисте прізвище, аптро́нім, апто́нім, ево́нім (англ. aptronym, aptonym, euonym) — прізвище, що влучно відбиває якусь особливість його носія.

## Термін
Encyclopædia Britannica приписує винахід терміна aptronym письменнику Ф. П. Адамсу, що утворив його як анаграму patronym («патронім»), отримавши на початку слова буквосполучення apt (що означає «влучний, вдалий»). Варіант euonym утворений за допомогою префікса eu- (від грец. εὖ — «добрий, вдалий, слушний»).
Згідно з Френком Ньюсселом у його The Study of Names (1992), аптонім — термін, вживаний щодо «людей, чиї прізвища і заняття або положення (напр. місце роботи) перебувають у тісному зв'язку».
Пол Діксон у своїй книжці What's in a Name? (1996) наводить довгий список аптонімів, укладений професором Браунського університету Льюїсом П. Ліпсіттом. Психолог Карл Густав Юнг писав у своїй книжці «Синхронічність», що існує «іноді цілком гротескний збіг між прізвищем і особливостями людини».
Існує гіпотеза номінативного детермінізму, що припускає причинний зв'язок, пов'язаний з тим, що люди схильні обирати рід занять відповідно до свого прізвища.

## Приклади
- Жуль Ангст[de] — швейцарський психіатр, що опублікував кілька робіт з досліджень тривоги (нім. Angst)[4]
- Ділан Армстронг — канадський штовхач ядра (англ. armstrong можна перекласти як «сильнорукий»)
- Джош Аутмен — американський бейсболіст-пітчер[5]
- Колін Басс — британський бас-гітарист[4]
- Міккі Басс — американський бас-гітарист[6]
- Сара Бліззард — ведуча-метеоролог на каналі BBC[4] (англ. blizzard — «заметіль»)
- Майкл Болл — англійський футболіст (англ. ball — «м'яч»)
- Дуг Боузер — американський бізнесмен, президент американського відділення компанії Nintendo (в іграх якої присутній персонаж Боузер)
- Андре Буаклер — канадський політик, що був міністром довкілля Квебеку (фр. bois clair — «ясний ліс»)
- Марко Вело — італійський велосипедист
- Джон Майнор Віздом — американський суддя[6] (англ. wisdom — «мудрість»)
- Ентоні Вінер — американський політик, що був учасником секстинг-скандалів[7] (англійське жаргонне weiner означає «дурень, мудило, прутень»)
- Ерлі Вінн — американський бейсболіст-пітчер, що був членом Клубу 300 перемог (300 win club)[8]
- Вільям Вордсворт — англійський поет, що обстоював розширення сфери застосування британського авторського права (англ. Wordsworth можна перекласти як «вартий слова»)
- Джош Ернест — третій прес-секретар в адміністрації Барака Обами (англ. to josh — «жартувати, кепкувати» і earnest — «серйозний»; комік Стівен Кольбер з цього приводу зауважив: «Що за ім'я для прес-секретаря — Джош Ернест, воно буквально значить „Я просто жартую, але серйозно“»)[9]
- Маргарет Корт — австралійська тенісистка
- Крістофер Коук — ямайський наркобарон (англ. coke — «кокаїн»)
- Томас Креппер — британський інженер-сантехнік[10][11] (crapper — «відходок, сортир»).
- Євген Курочкін — радянський і російський палеоорнітолог.
- Жераль Сіпріан Лакруа — канадський кардинал (фр. croix — «хрест»)
- Брати Люм'єр — піонери кінематографу (фр. lumière — «світло»)
- Кріс Манімейкер — американський професійний гравець у покер[12] (англ. moneymaker — «грошороб»)
- Бенжамен Мілльп'є — франко-американський танцівник (фр. millepied — «тисячоногий»)
- Ерік Омоньє[fr] — французький католицький прелат (фр. aumonier — «капелан»)
- Сандро Пенна — італійський поет (італ. penna — «ручка, перо»)
- Едмон Потьє — французький археолог, спеціаліст з давньогрецьких ваз (фр. potier — «гончар»)
- Вільям Похльобкін — автор численних книжок з кулінарії (рос. похлёбка — «юшка, суп»)
- Франсін Проуз — американська письменниця[13] (англ. prose — «проза»)
- Боб Рок — канадський музикант, продюсер рок-гуртів[14]
- Мерілін вос Савант — американська письменниця, відома як власниця найвищого в світі IQ (фр. savant — «вчений»)
- Олег Скрипка — український музикант
- Сергій Скрипка — радянський і російський композитор
- Маргарет Спеллінгс — американський політик, міністр освіти при Адміністрації Президента США Джорджа Буша-молодшого (англ. spelling — «правопис»)
- Скотт Спід — американський гонщик (англ. speed — «швидкість»)
- Ларрі Спікс — прес-секретар Білого дому при президенті Рейгані[15] (англ. to speak — «говорити»)
- Модест Табачников — радянський композитор-пісняр, відомий як автор музики пісні «Давай закурим».
- Боб Флауердью — британський садівник, радіо- і телеведучий[16] (англ. flowerdew — «квіткова роса»).
- Емі Фріз — американська ведуча-метеоролог[7] (англ. freeze — «приморозок»)
- Карл Шварцшильд — німецький фізик і астроном, що встановив закон, що пов'язує почорніння на фотопластинці з часом експозиції блиском зір (нім. Schwarzschild — «чорна пластинка»)
- Сью Ю — американський прокурор[17] (ім'я Sue Yoo звучить як (I) sue you — «подаю на Вас у суд»).

### Інаптоніми
Деякі аптоніми є радше іронічними, оскільки вказують на особливість носія «з точністю до навпаки». Американський колумніст-гуморист Джин Вайнґартен (Gene Weingarten) з газети Washington Post назвав їх інаптонімами.
- Деніелла Аутлоу — американська співпрацівниця правоохоронних органів[19] (англ. outlaw — «правопорушник, злочинець»)
- Роб Бенкс — британський полісмен[20] (англ. rob banks — «грабуй банки»).
- Френк Бірд — американський музикант, що до недавнього часу був єдиним безбородим учасником гурту ZZ Top[21] (англ. beard — «борода»)
- Дон Блек — білий супремасист[4] (англ. black — «чорний»)
- Пітер Боулер — австралійський гравець у крикет, що виступав переважно в амплуа бетсмена, а не боулера[4]
- Ларрі Плейфер — колишній гравець НХЛ, відомий своїми бійками на льоді[22] (англ. to play fair — «грати чесно»)
- Хайме Сін — філіппінський кардинал, що після зведення у сан у 1976 р. папою Павлом VI став відомий в англомовному світі як Cardinal Sin (Кардинал Сін, що звучить в англійській мові буквально як «Смертний Гріх»)[4]
- Семюел Фут[en] — британський актор-комік, що втратив ногу, займаючись верховою їздою, і виступав на сцені з жартами на тему «Фут і нога, і нога і ступня»[23] (англ. foot — «ступня»)